# Cytisopsis pseudocytisus
Cytisopsis pseudocytisus là một loài thực vật có hoa trong họ Đậu. Loài này được (Boiss.) Fertig miêu tả khoa học đầu tiên.